# Willy Drescher
Willy Drescher (* 14. April 1894 in Ratzeburg; † 26. Mai 1968) war ein deutscher Ministerialbeamter.

## Leben und Tätigkeit
Willy Drescher war der Sohn des Hegemeisters Ernst Drescher und seiner Ehefrau Helene geborene Grall. Er studierte nach dem Schulbesuch an der Universität Königsberg und promovierte dort zum Dr. phil. Das Thema seiner Dissertation lautete Die Entwicklung des bargeldlosen Zahlungsverkehrs in Ostpreußen unter vornehmlicher Berücksichtigung der Reichsbank und des Postscheckamts.
Nach dem Ersten Weltkrieg trat Drescher 1920 in den Dienst der Deutschen Reichsbank. Bereits im folgenden Jahr wechselte er vom Bankwesen an die Industrie- und Handelskammer in Königsberg. 1925 wurde Drescher Syndikus bei verschiedenen Wirtschaftsunternehmen, bevor er 1933 dauerhaft an die Reichsfilmkammer ging. Zum 1. Mai 1933 trat er der NSDAP in Königsberg bei (Mitgliedsnummer 2.857.085).
Nach Beginn des Zweiten Weltkrieges erfolgte seine Einberufung zur Wehrmacht. Er wurde Kommandeur einer Lehrgruppe der Flakartillerieschule III in Berlin-Halensee. Zu seinen Schülern zählte der spätere Bundespräsident Karl Carstens. Gegen Ende des Krieges geriet Drescher als Oberstleutnant in Kriegsgefangenschaft, aus der er 1946 entlassen wurde.
Von 1948 bis 1949 war Drescher stellvertretender Direktor der Gemeinde Nauen in Niedersachsen. 1949 folgte er dem Ruf an das in jenem Jahr neu eingerichtete Bundesministerium für Vertriebene, Flüchtlinge und Kriegsgeschädigte, wo er 1949 Leiter des Sachgebietes A 13 (Auswanderung und Südostdeutsche Volkstumsfragen) und zeitgleich Leiter des Sachgebietes B 1 (Wirtschaftliche Grundfragen) wurde. Von 1950 bis 1953 wechselte er als Referatsleiter zur III 1 (Wirtschaft, Freie Berufe, Auswanderung vertriebener Deutscher). Danach leitete er das Referat II 1 (Wirtschaftspolitik und Wirtschaftsrecht, wirtschaftliche und berufliche Eingliederung, Vertriebenen- und Flüchtlingsfragen auf internationaler Ebene, Auswanderung). Zuletzt war er von 1957 bis 1958 Referatsleiter für Statistik. Als Ministerialrat a. D. starb er 1968 im 75. Lebensjahr.

## Schriften (Auswahl)
- Die Entwicklung des bargeldlosen Zahlungsverkehrs in Ostpreußen unter vornehmlicher Berücksichtigung der Reichsbank und des Postscheckamts, Königsberg 1921.